# Barbone (razza canina)

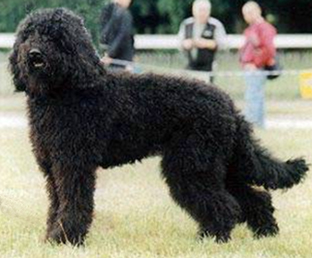
Esemplare di barbet, da cui discende il barbone

Esempio di barboncino nero

Il barbone è una razza canina di origine francese.
In passato, grazie al suo fiuto e alla sua disposizione a stare in acqua, il barbone era impiegato nella caccia alle anatre come cane da riporto in acqua: il suo nome francese "caniche" deriverebbe infatti da "canard" (che significa appunto "anatra") oppure da chien canne (cane da canna); in tedesco ("Pudel") e in inglese ("poodle") il nome deriva dall'arcaico tedesco "pudeln" che significa letteralmente "tuffarsi".
In difformità a quello che era stato per secoli il suo utilizzo prevalente, il barbone viene oggi posto nel IX gruppo della classificazione FCI (Federation cynologique internationale), cioè nella categoria dei cani da compagnia.

## Storia
Sull'origine della razza ci sono diverse dispute: le due tesi più accreditate riconducono comunque la provenienza del barbone alla Francia o alla Germania.
Secondo i francesi la razza discenderebbe da un cane d'acqua ancora oggi esistente chiamato "barbet", secondo i sostenitori della discendenza tedesca, invece, lo stesso barbet potrebbe discendere da una razza di origine asiatica arrivata in Europa grazie al contatto dei Goti e degli Ostrogoti con le popolazioni orientali, oppure potrebbe essere stata allevata dai Berberi nel Nord-Africa fino a trovare la strada Europea passando dal Portogallo.
Lo standard della razza fu stabilito dalla FCI nel 1936. Al fine di evitare qualsiasi dissenso tra due membri fondatori, la Germania ha riconosciuto il barboncino come una razza francese e quindi ha rinunciato alla paternità della sua origine.
L'iconografia ci mostra esemplari di barbone a partire dal tardo Medioevo e diversi autori del Sei e Settecento citano il barbone come cane da lavoro. Alcune pitture del tedesco Albrecht Dürer mostrano l'esistenza della razza nel quindicesimo e sedicesimo secolo.
La regina Anna d'Inghilterra conobbe e apprezzò questi animali quando alcuni suoi sudditi le mostrarono dei barboni addestrati che si posizionavano sulle zampe posteriori saltellando e roteando.

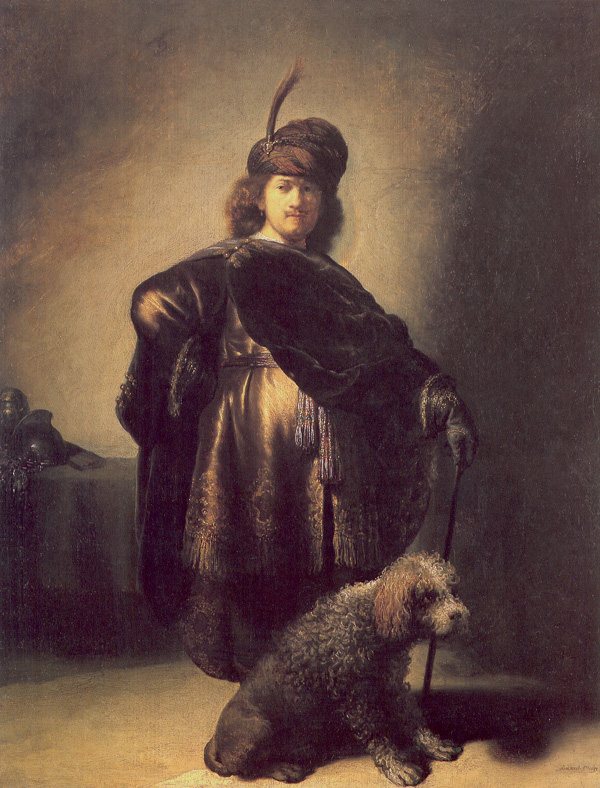
Un barbone in un'opera di Rembrandt del 1631-33

Agli inizi dell'Ottocento, grazie alle loro eccezionali caratteristiche intellettive e di temperamento, molti barboni iniziarono ad apparire nei circhi francesi. È proprio in questo periodo che furono creati dagli allevatori i primi esemplari grigi e albicocca. Fu il principale animale da compagnia nel tardo XVIII secolo in Spagna, come mostrano i quadri di Goya; inoltre, durante il regno di Luigi XVI, il barbone è stato ospitato nei palazzi reali, lanciando una sorta di moda seguita da tutta la nobiltà dell'epoca.
Originariamente il barbone era un animale votato al pericolo e all'avventura. Il suo impiego nella caccia all'anatra e come cane da riporto in acqua era talmente diffuso che la sua toelettatura odierna (che molti riconducono a stravaganti canoni estetici) era concepita appositamente per facilitargli il lavoro nell'acqua: la tosatura sul pelo nella parte posteriore del corpo serviva a lasciargli maggior libertà nel nuoto con gli arti posteriori, mentre il pelo veniva lasciato crescere abbondantemente nella parte anteriore per garantire copertura dal freddo e dal vento agli organi più importanti come i polmoni e il cuore e per proteggere il corpo dai graffi delle piante. Il ciuffo sulla coda, infine, era necessario per permettere al padrone di seguirlo con lo sguardo quando si immergeva negli acquitrini o quando entrava nella fitta boscaglia: vista l'assenza di pelo nella parte posteriore, infatti, non era facile distinguere la pelle dai cespugli e dal sottobosco, mentre risultava semplice seguire il movimento ondulato del ciuffo colorato in cima alla coda sul quale veniva spesso legato un nastrino colorato per aiutare ancora di più l'occhio.
Varie testimonianze ci indicano anche che il barbone è stato utilizzato come cane da guerra.
Gli esemplari di piccola taglia sono stati utilizzati come cercatori di tartufo grazie al loro ottimo fiuto e alle dimensioni che permettono di muoversi agilmente nel sottobosco. Le piccole zampe, inoltre, danneggiavano i funghi in maniera minore rispetto ai cani più grandi.
Durante l'impiego nei circhi, i barboni imparavano sorprendenti numeri acrobatici e di intelligenza; nessun altro cane ha infatti visto un impiego tanto ampio negli spettacoli e nelle esibizioni.

### Barboni nella storia
Una delle prime testimonianze scritte riguardo al barbone in Germania ci viene riportata da Eliot Warburton riguardo al Principe Rupert del Palatinato, nipote di Carlo I d'Inghilterra: il principe fu fatto prigioniero durante la battaglia di Lemgo nel 1638 e fu confinato a Linz fino al 1641. Durante questo periodo Lord Arundel, ambasciatore inglese a Vienna, consegnò un barbone di nome Boy al principe. Alla fine di questo racconto, Warburton aggiungeva aridamente: È curioso osservare questo uomo audace e irrequieto mentre si diverte ad insegnare a un cane quella disciplina che lui non potrebbe mai imparare. Il barbone fu il fedele compagno del principe Rupert del Palatinato fino alla morte del cane durante la battaglia di Marston Moor.
Durante le guerre Napoleoniche furono molti i casi di barboni-soldato che accompagnarono gli eserciti nelle campagne europee. Le fonti disponibili ci indicano:

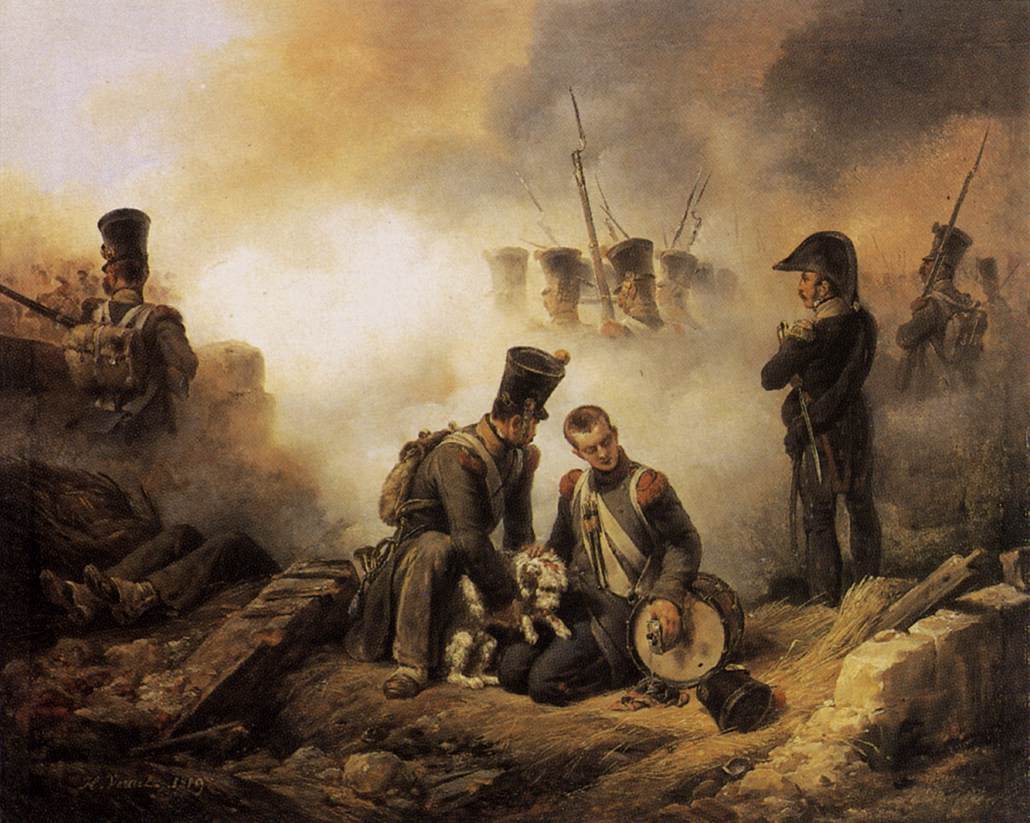
Morte del cane del reggimento napoleonico (Dipinto di Horace Vernet)

- Barbuche: apparteneva ad un orfano (Petit Jean) che fu preso sotto la protezione del Sergente Fougasse. Durante la campagna italiana il suo primo padrone morì; Barbuche perse una zampa anteriore cercando di difenderlo. Il barbone passò il resto della vita con il Sergente Fougasse.[7]
- Moustache: probabilmente il più famoso, si tratta di un barbone nero, mascotte del 40º Reggimento di Fanteria di Linea francese (40ème Régiment d'Infanterie de Ligne), che prese parte attiva durante la campagna austriaca. Era presente a Marengo e gli fu riconosciuto il merito di aver scoperto una spia austriaca salvando il distaccamento della sua compagnia da un attacco a sorpresa. Ad Austerlitz si rese protagonista di un altro avvenimento: un portabandiera francese fu ferito a morte e circondato dai nemici; egli, morente, tentò di proteggere la bandiera napoleonica avvolgendosela intorno al corpo. Moustache non poteva fare niente per il giovane soldato, ma riuscì a salvare ciò per cui aveva dato la vita: riuscì infatti a riportare la bandiera dietro alle linee amiche. Il barbone fu così premiato con una medaglia d'onore; fu inoltre iscritto nel libro del reggimento come soldato a tutti gli effetti, avendo diritto alle razioni e ad una paga. Fu stroncato da una palla di cannone spagnola in occasione dell'assedio di Badajoz, l'11 marzo 1812, all'età di 12 anni.[8]
- Mohiloff: era il cane del Duca di Enghien, che Napoleone fece arrestare temendo un complotto a suo danno: gli fu detto di prepararsi per un lungo viaggio, ed egli chiese di portare con sé il suo cane. Il permesso gli fu accordato, e quando il Duca fu fucilato a tradimento, il suo cane dovette essere portato via con la forza.[9]
- Mouton: fu un barbone trovato in Spagna da un reggimento francese nel 1808. Seguì l'esercito in Germania e partecipò alla battaglia di Aspern-Essling e di Wagram l'anno successivo. Tornò in Spagna nel 1810 e ripartì per la Russia, ma si perse in Sassonia nel 1810. Riuscì a riconoscere uno scaglione del suo reggimento e lo seguì fino a Mosca. Le zampe congelate, morì subito dopo aver attraversato la Beresina, in un estremo atto di difesa del granatiere che lo stava portando in spalla da due cosacchi a cavallo.[10]
- Moffino: si perse nella confusione durante la battaglia della Beresina, ma seguì le tracce dell'esercito napoleonico per molte migliaia di miglia fino a ricongiungersi col suo padrone a Milano, un anno più tardi.[11]

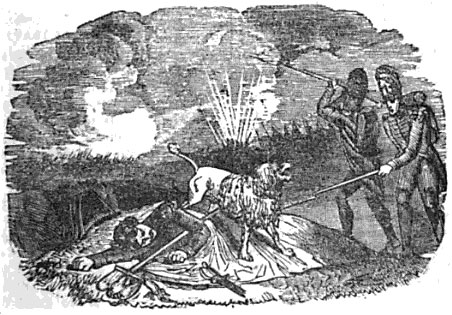
Una raffigurazione del gesto eroico di Moustache

- Magrita: un cane-infermiere che seguiva gli Zuavi della Guardia Imperiale portando legato al collo un sacco con i bendaggi da offrire a chi era stato ferito.[12]
- Thoutou: era la mascotte di un reggimento di Zuavi; il cane fu protagonista della cattura di spie nemiche.[13]

Un famoso barboncino fu Atma, il cane del filosofo Arthur Schopenhauer. In realtà i cani con questo nome furono due: il primo Atma morì nel 1850; lo stesso anno Schopenhauer ne comprò un altro, Butz, che poi chiamò Brahmā (nome della suprema divinità induista) e nuovamente Atma (anima del mondo in sanscrito). Il cane seguiva dovunque il filosofo (che cambiò persino casa nel 1859, dopo un litigio con un vicino a causa dell'animale), anche al ristorante, e il padrone usava parlare con lui chiamandolo "signore". Quando Schopenhauer morì, nel 1860, lasciò precise disposizioni alla domestica perché provvedesse al barbone (morto qualche anno dopo, ma la data precisa non è nota).
I barboni furono molto utilizzati come cani-soldato durante la seconda guerra mondiale, tanto che negli USA fu indetta una campagna per il reclutamento di quadrupedi per l'esercito; sul manifesto compariva proprio l'immagine di due barboni.

## Caratteristiche

### Aspetto e colori
Il barbone ha i tratti somatici molto ben definiti ed è facilmente distinguibile da ogni altra razza canina:
La testa è molto ben definita, rettilinea e proporzionata al tronco, con il cranio leggermente convesso e l'occipite pronunciato; la schiena è discendente, le orecchie devono essere piatte, allungate, pendenti e non appuntite, la coda breve e riccioluta. Le arcate sopracciliari sono leggermente pronunciate; le labbra si presentano lievemente sviluppate, asciutte e di medio spessore. Le guance poco sporgenti; gli occhi sono a mandorla, leggermente obliqui e il colore è nero o marrone molto scuro negli esemplari dal pelo nero, grigio, bianco, albicocca o rosso, mentre può essere color ambra scuro negli esemplari marroni. Lo stop non è netto, al contrario del tartufo che è molto ben distinto: esso è nero negli esemplari neri, grigi e bianchi, marrone nei soggetti marroni mentre può assumere diverse sfumature dal marrone al nero negli esemplari albicocca o rossi, ma in ogni caso si presenta sempre in armonia con il colore del mantello; le narici sono nettamente aperte.
I piedi sono proporzionalmente piccoli e ovali. Il ventre è moderatamente retratto. La coda si attacca abbastanza in alto. Gli arti anteriori devono essere in perfetto appiombo, quelli posteriori in perfetto appiombo e ben angolati.

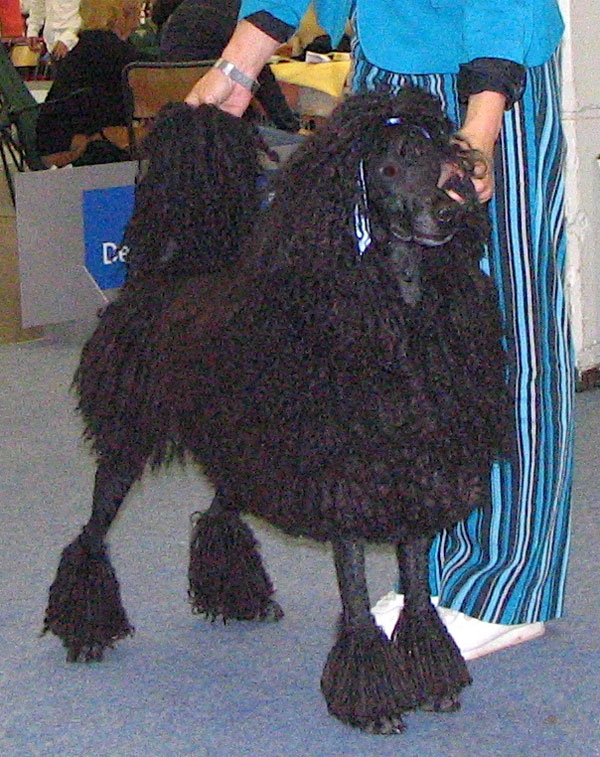
Un barbone di grande mole dal pelo cordato

La peculiarità che più di tutte differenzia il barbone dalle altre razze è tuttavia il pelo: esso appare riccioluto e soffice e si presta a diversi tipi di taglio che, nelle gare di bellezza, vengono utilizzati per valorizzare l'aspetto dell'animale. Una caratteristica molto importante del pelo del barbone è che esso non ha il sottopelo, come la maggior parte degli altri cani, e perciò non presenta periodi di muta: il pelo non cade mai ma anzi cresce continuamente (ed essendo riccioluto ha anche causato il nomignolo "cane pecora") ed è inoltre ipoallergenico. Anche questa particolarità contribuisce a rendere questa razza perfetta per la vita domestica.
I colori standard ammessi sono nero, grigio, bianco, marrone, albicocca e rosso fulvo e particolor (dal 1º agosto 2024 sono 6) l'albicocca e il rosso fulvo sono stati uniti nel colore fulvo. Alcuni esemplari di barbone presentano il pelo cordato anziché riccioluto, sebbene questa varietà sia oggi molto rara. La pelle deve essere morbida, tesa, pigmentata. Il barbone nero, marrone, grigio, e fulvo devono essere pigmentati in armonia col colore del mantello, i barboni bianchi devono avere una pelle argentata.

### Taglie del barbone
In contrasto con molte altre razze le diverse taglie del barbone sono canonizzate da secoli, anche se secondo l'American Kennel Club la taglia più antica sarebbe quella grande.
Il barbone può presentarsi in quattro diverse taglie.:
- il barbone grande mole va dai 45 ai 60 centimetri al garrese[15](con tolleranza di +2 cm);
- il barbone medio va dai 35 ai 45 centimetri al garrese;
- il barbone nano va dai 28 ai 35 centimetri al garrese;
- il barbone toy va dai 24 a 28 centimetri al garrese (con tolleranza di -1 cm);

Il peso ideale si attesta intorno ai 26–27 kg per la taglia grande, 9 –10 kg per la media, 6 kg per la taglia nana e sotto i 3,5 kg per la taglia miniatura.
Tutte le taglie della razza devono presentare lo stesso aspetto e le stesse proporzioni e gli esemplari delle due taglie più piccole non devono avere caratteristiche di nanismo, anche se per loro lo standard prevede l'occipite meno accentuato.
L'andatura del barbone è leggera e saltellante: nelle esposizioni canine il cane di questa razza non deve mai avere il passo lungo o scivolante.
Come si può dedurre dal suo passato di cane d'acqua, il barbone è un abilissimo nuotatore.

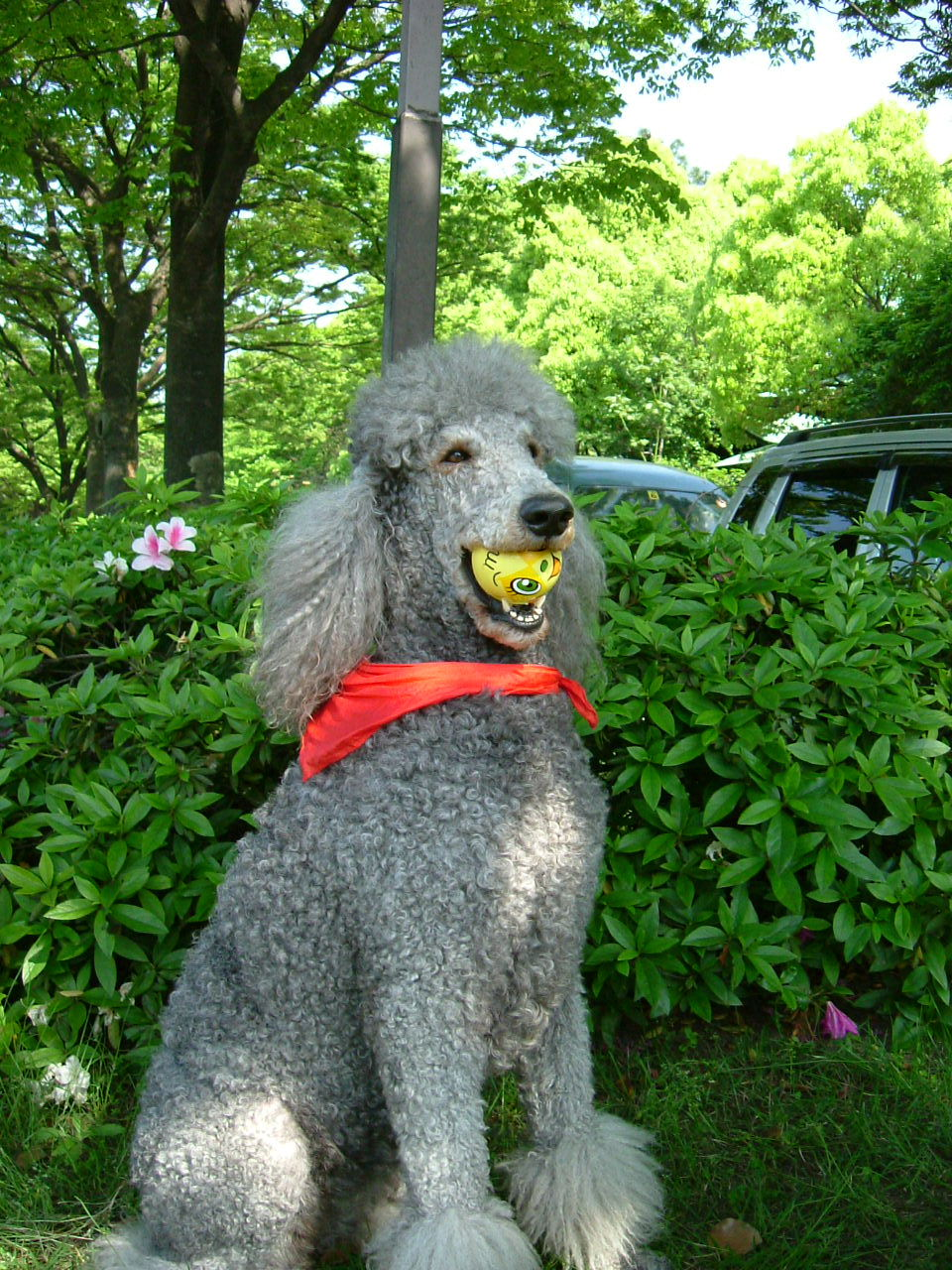
Un barbone grande mole grigio
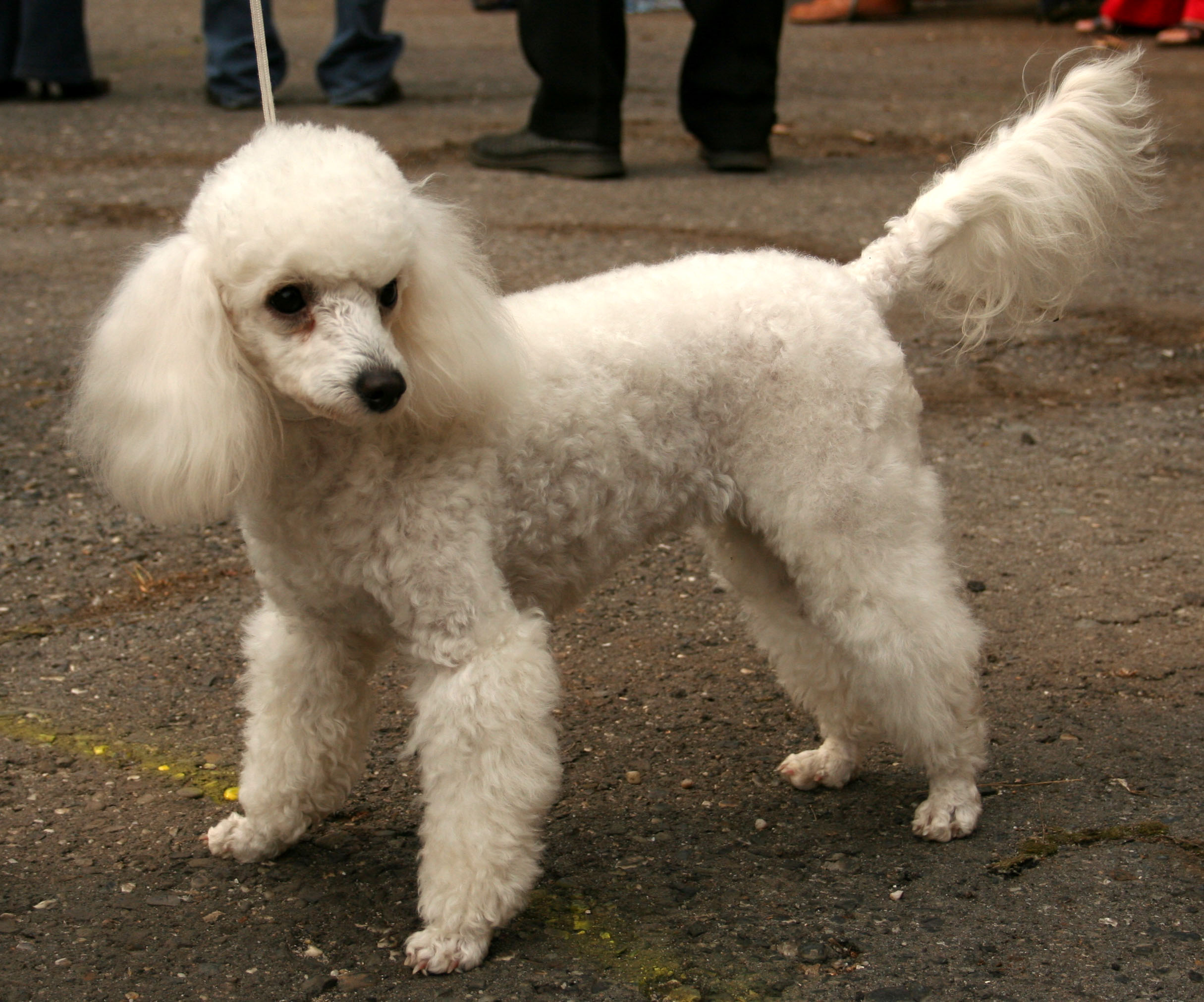
Un barbone nano bianco
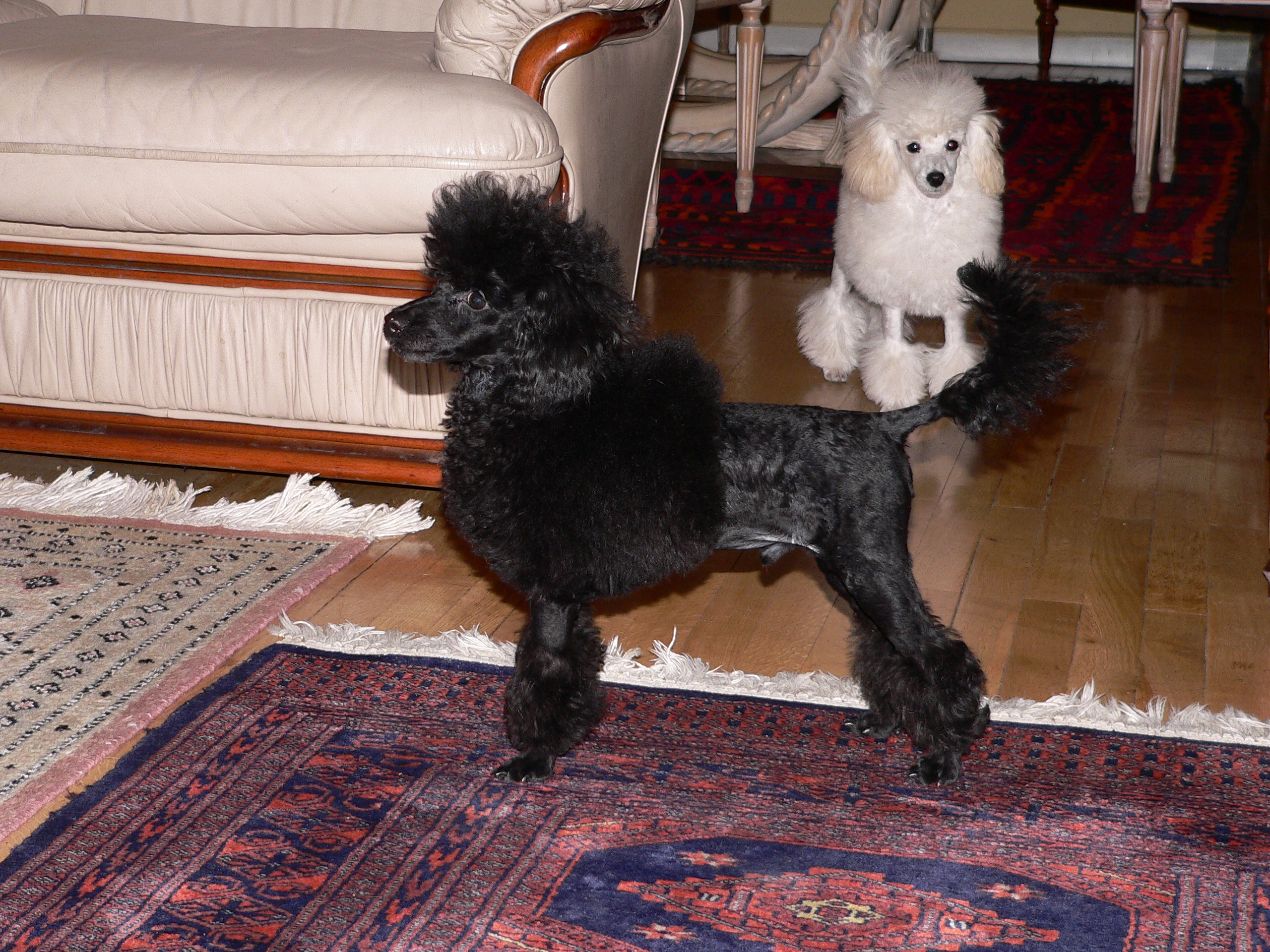
Un barbone toy nero
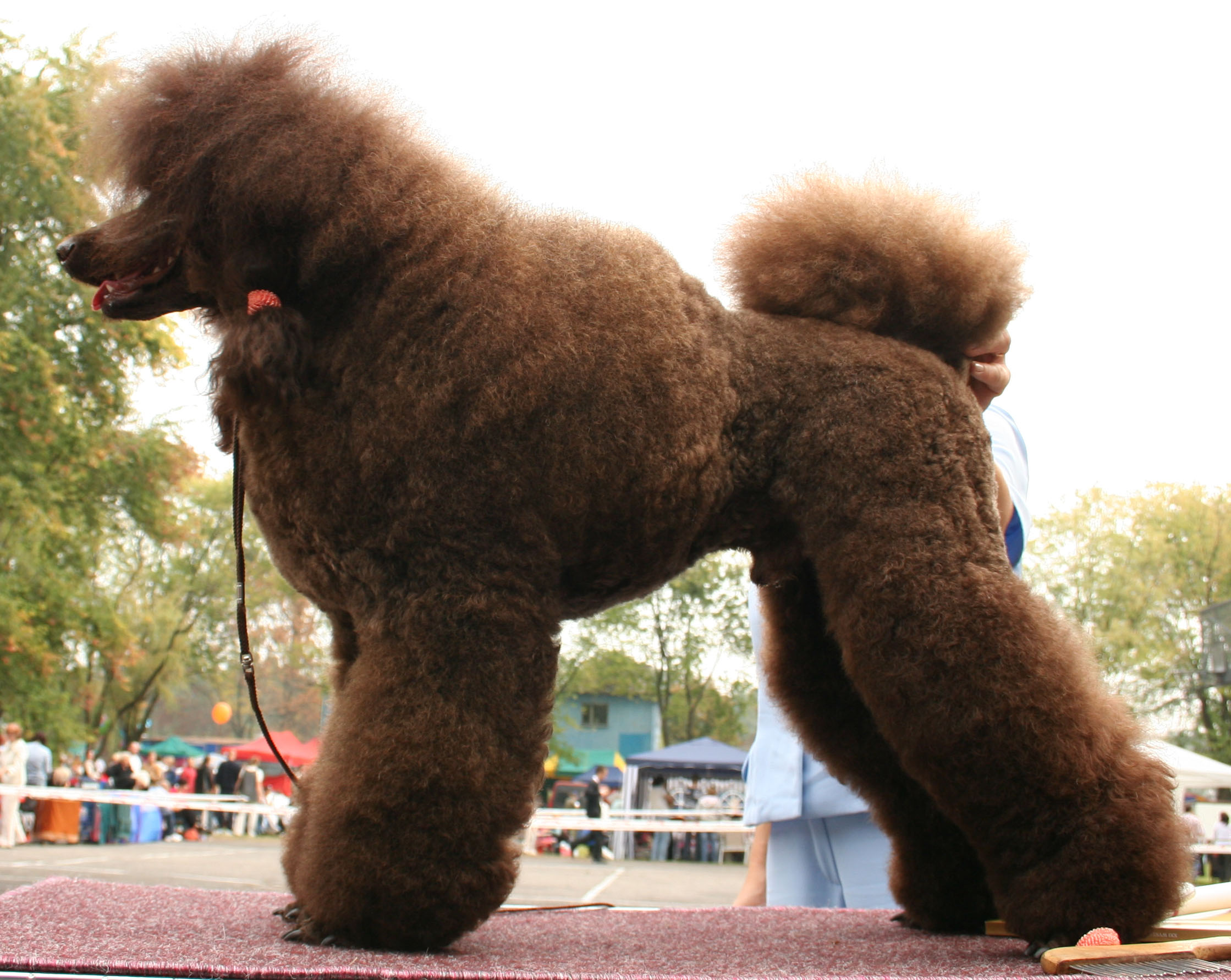
Un barbone media mole marrone
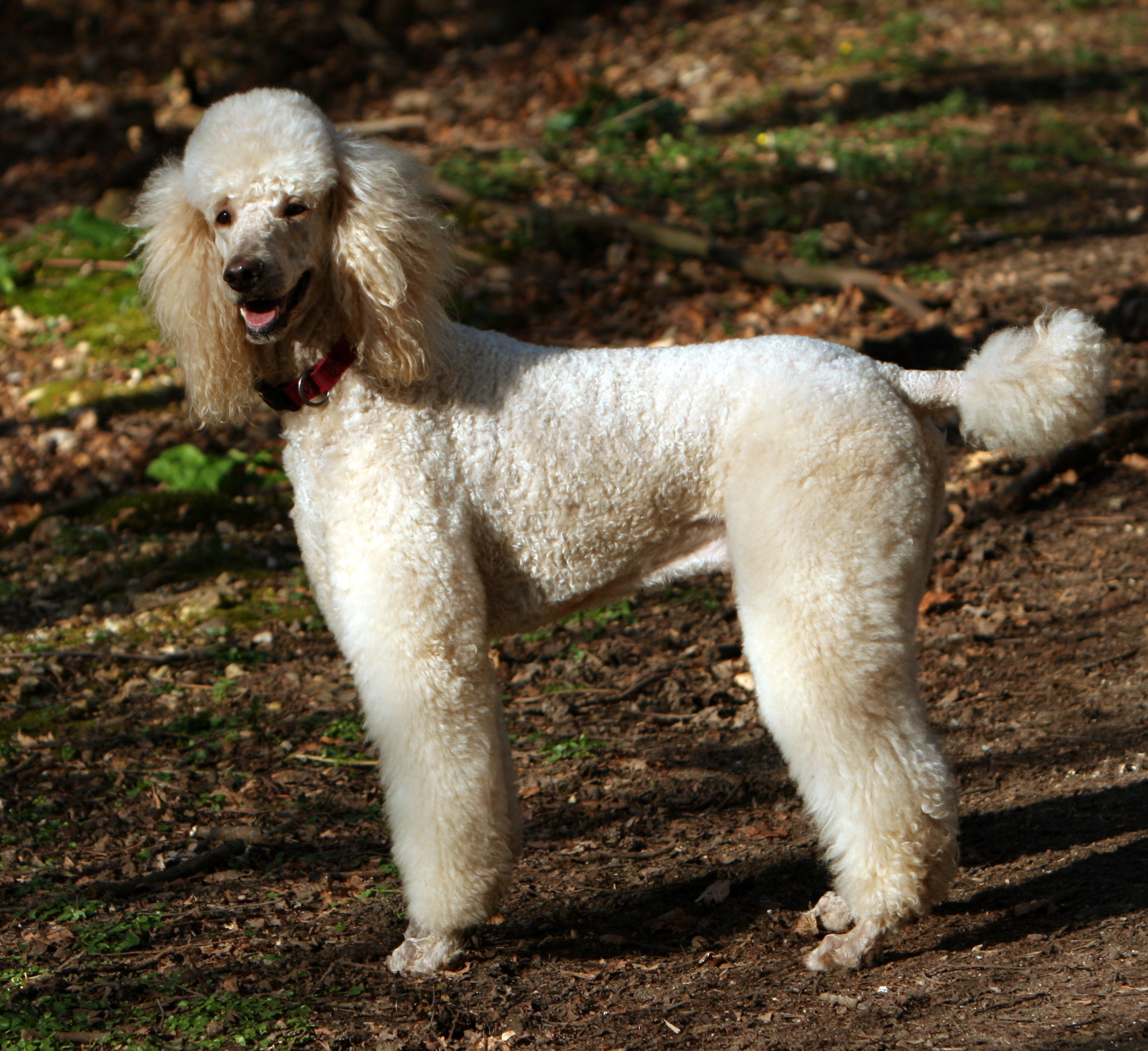
Un barbone grande mole albicocca

### Carattere

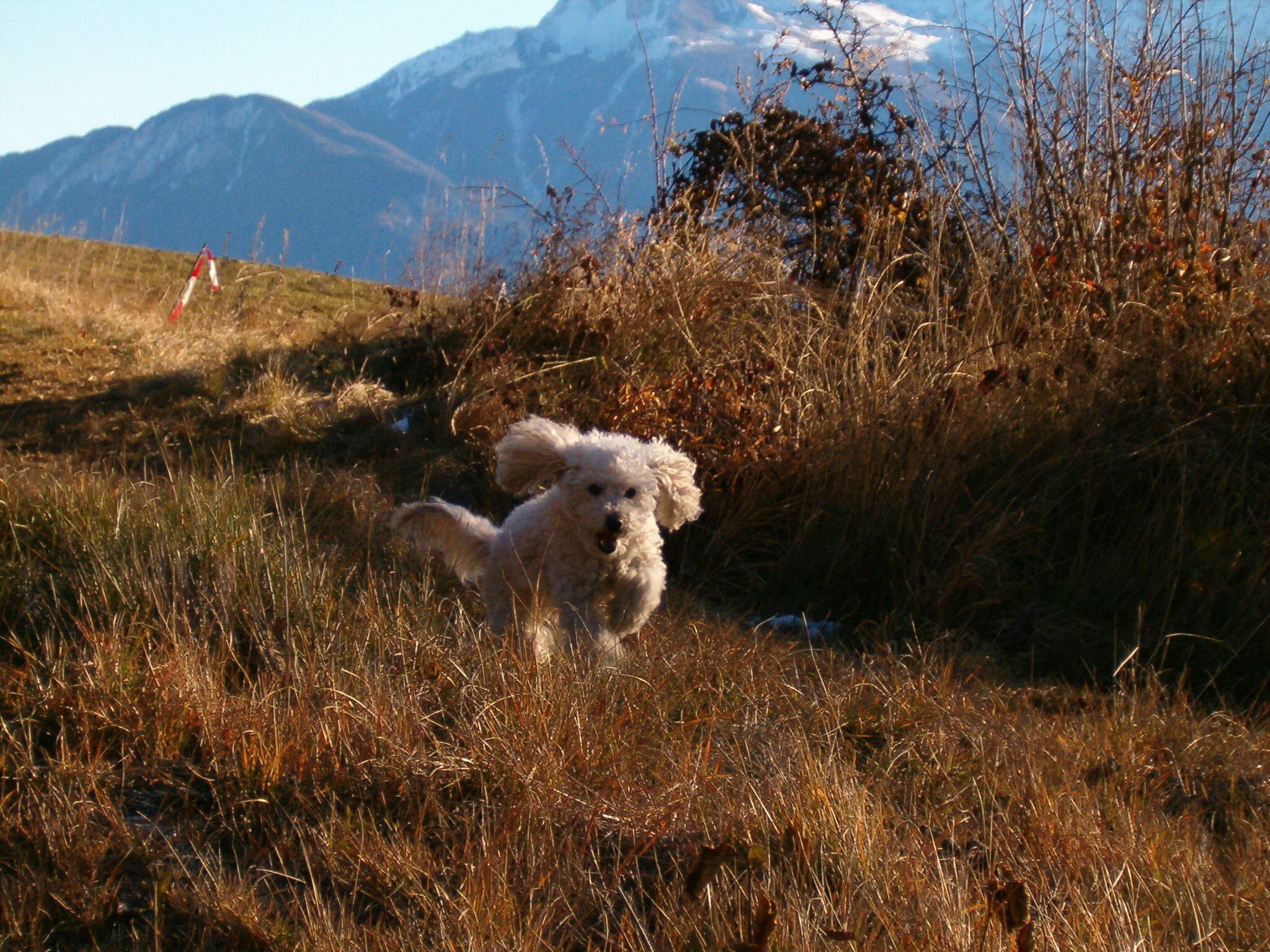
Un barbone nano bianco in una fase di gioco

Il barbone è un cane brillante, simpatico, docile e vivace; è affettuoso e giocoso, si adatta quindi perfettamente alla convivenza con i bambini. Il barbone è stato classificato come la seconda razza canina più intelligente al mondo.
Oltre ad essere intelligente sa essere anche furbo: osservando un esemplare di questa razza giocare, si palesa chiaramente il pizzico di malizia che mette nel gioco per "vincere" la sfida con il padrone o il compagno di giochi.
Generalmente le femmine sono più docili dei maschi, ma i singoli casi possono spesso smentire le statistiche. Il sesso dell'animale influisce solo superficialmente sul carattere.
È un cane che soffre moltissimo la solitudine e la mancanza di attenzioni. Da tenere presente se si cerca un cane che possa passare qualche ora da solo.
La femmina va in calore due volte all'anno e perde una certa quantità di sangue (quasi inconsistente nei più piccoli, maggiore nelle taglie più grandi).

### Salute

#### Principali malattie

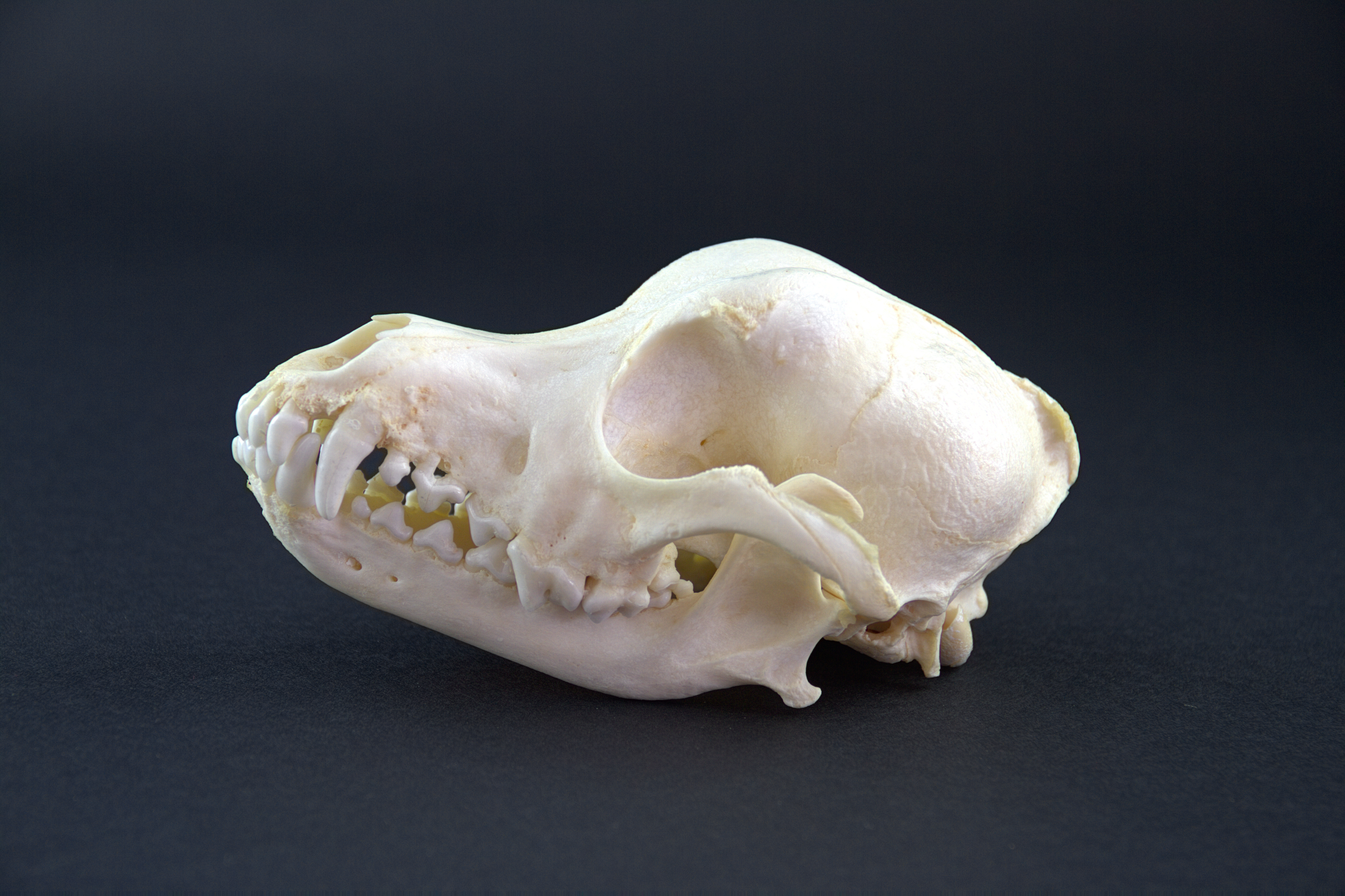
Cranio di barbone

I principali problemi di salute cui può andare incontro un barbone sono i seguenti. (Nella tabella la taglia media è accorpata a quella grande, o standard).
| Malattia                               | Barbone standard | Barbone nano | Barbone toy |
| Displasia dell'anca                    | X                | X            | X           |
| Epilessia                              | X                | X            | X           |
| Dilatazione-torsione dello stomaco     | X                |              |             |
| Atrofia progressiva della retina (PRA) | X                | X            | X           |
| PRCD-PRA                               |                  | X            | X           |
| Malattia di Legg-Perthes               |                  | X            | X           |
| Adenite sebacea                        | X                | X            | X           |
| Lussazione rotulea                     | X                | X            | X           |
| Malattia di Von Willebrand             | X                | X            |             |
| Malattia di Addison                    | X                |              |             |

#### Principali cause di morte e longevità del barbone
Osservando tutte le razze canine si può notare che i cani di grossa taglia hanno spesso una vita più breve rispetto ai cani di piccole dimensioni, e anche i barboni non fanno eccezione.
Secondo alcuni studi, il barbone è la razza più longeva.
I barboni grandi e medi hanno una vita media fra gli 11,5 e i 12 anni.
In uno studio inglese è emerso come la principale causa di morte sia il cancro (30% dei casi) seguito dalla vecchiaia (18%), dalla torsione dello stomaco (6%) e da malattie cardiache (5%).
I barboni nani e toy hanno una vita media fra i 14 e i 16 anni. Per queste taglie più piccole la principale causa di morte è la vecchiaia (25%) seguita da insufficienza renale (20%).
Gli accoppiamenti fra consanguinei sono da evitare in quanto espongono i cuccioli ad un alto rischio di epilessia e di nevrosi.
Alcuni esemplari di barbone possono vivere fino a 20 anni di età.

## Incroci con altre razze
Il barbone è stato spesso scelto per essere incrociato con altre razze, creando diverse sottorazze, grazie alle sue ottime caratteristiche e soprattutto per conferire un pelo ipoallergenico a razze che ne sono naturalmente sprovviste:
- Airedoodle: incrocio fra Airedale Terrier e barbone.
- Aussiedoodle: incrocio fra Pastore australiano e barbone.
- Bernedoodle: incrocio fra Bovaro bernese e barbone.
- Bordoodle: incrocio fra Border Collie e barbone.
- Boxerdoodle: ibrido tra Boxer e barbone.
- Cadoodle: ibrido tra Collie e barbone.
- Cockapoo: incrocio fra Cocker Spaniel e barbone.
- Doodleman Pinscher: variante fra Dobermann e barbone.
- Goldendoodle: ibrido tra Golden Retriever e barbone.
- Irish Doodle: incrocio fra Setter irlandese e barbone.
- Labradoodle: incrocio fra Labrador e barbone.
- Maltipoo o anche Barboncino Maltese o Malpoodle: incrocio tra barboncino e Maltese
- Pyredoodle: incrocio fra Cane da montagna dei Pirenei e barbone.
- Saint Berdoodle: variante tra San Bernardo e barbone.
- Schnoodle: incrocio fra Schnauzer e barbone.
- Shepadoodle: variante tra Bobtail e barbone.
- Sheltidoodle: ibrido tra Shetland Collie e barbone.
- Shepadoodle: incrocio fra Pastore tedesco e barbone.
- Springerdoodle: incrocio fra English Springer Spaniel e barbone.
- Weimardoodle: ibrido fra Weimaraner e barbone.[24]
- Pomapoo: incrocio fra Volpino italiano e barboncino.

La maggior parte degli incroci vengono creati utilizzando il barbone nano (per ridurre la dimensione dei cuccioli), ma per le numerose possibilità di ibrido sono state utilizzate anche le altre taglie.
Gli incroci fra razze non sono riconosciuti dai registri ufficiali, e non è possibile registrare un cucciolo ibrido nei registri di entrambe le razze dei genitori.

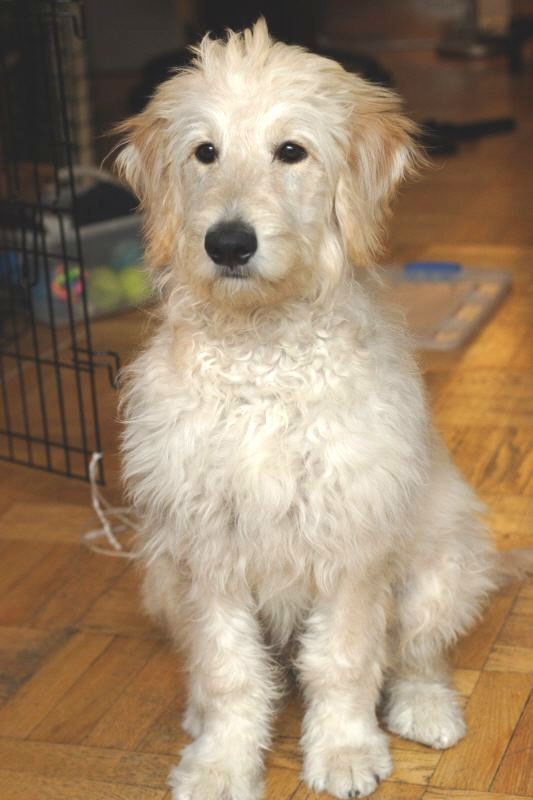
Un Goldendoodle di 5 mesi
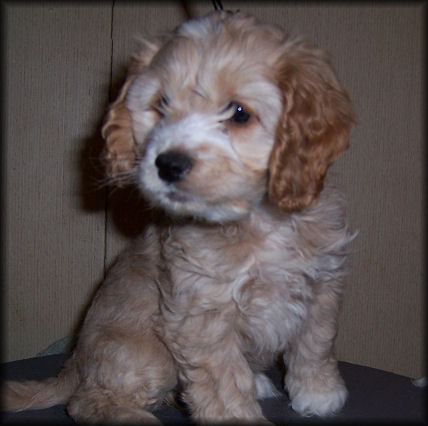
Un Cockapoo cucciolo di seconda generazione
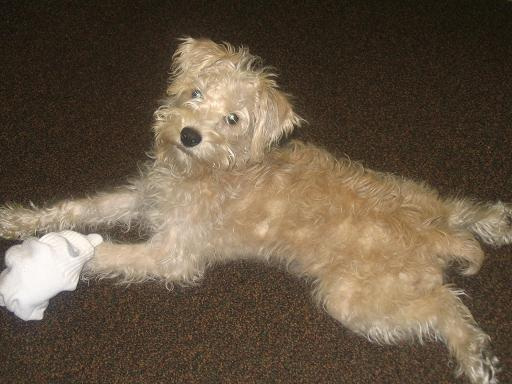
Uno Schnoodle

## Cure
Essendo un animale da compagnia, il barbone ha bisogno di alcune cure.
La cosa più importante per un animale di questa razza è avere le adeguate possibilità di svago: come già detto, il barbone è un animale molto intelligente, vitale e vivace che tuttavia può "appiattirsi" sia sul piano fisico che psicologico se non trova nel suo habitat occasioni di svago e compagni di gioco.
Il pelo ha bisogno di cure quasi quotidiane, sebbene siano sufficienti 5 minuti di spazzolatura per impedire la formazione di fastidiosi nodi sul pelo.
Si tratta di un cane piuttosto goloso, bisogna perciò fare attenzione alle quantità di cibo per evitare che ingrassi o che vada incontro a disturbi della salute.

## Toelettatura
Come già detto, il particolare intervento che si effettua sui barboni da esposizione deve le sue origini a ragioni pratiche quali la caccia e il nuoto, abitudini ormai perse da questi cani diventati animali da compagnia. Tuttavia, nei ring si continua ad usare particolari toelettature per questa razza.
Ufficialmente ne sono riconosciute quattro:
- Leoncino (o Leon o Continental): si tratta della toelettatura più antica e caratteristica di questa razza, ed era proprio quella utilizzata per proteggere dal freddo e dai tagli e al contempo rendere agile il nuoto ai cani da caccia. Questo tipo di taglio è oggi diffuso soprattutto negli esemplari di taglia grande, e mette in evidenza tutti i pregi o i difetti dell'animale: il pelo rasato molto corto infatti non permette camuffamenti o correzioni allo scopo di nascondere un'angolazione[15] mancante o una groppa[15] non perfetta.

Questa toelettatura ha subito alcune modifiche nel corso degli anni: la rasatura del posteriore, prima portata fino alle costole, viene ora ridotta all'altezza dei reni per dare maggior compattezza al cane. Dai reni parte la mantella che forma un tutt'uno di pelo fino al cranio, all'apice del quale il ciuffo viene raccolto con elastici e fissato con spray in modo da conferirgli un aspetto più compatto. Possono essere presenti o meno motivi sul posteriore.
Per lo stile Leoncino, lo standard richieda anche la presenza dei baffi, cosa che è però andata perdendosi nel corso degli anni tanto che oggi è quasi impossibile vedere in esposizione soggetti che non abbiano il muso completamente rasato.
- Inglese: questo stile lascia invariate le caratteristiche riguardanti la mantella, lasciando però più libertà per ciò che riguarda la lunghezza del pelo sugli arti, in quanto sono ammessi braccialetti e manicotti che negli anni si sono poi trasformati in pantaloni che seguono le angolature posteriori del cane.

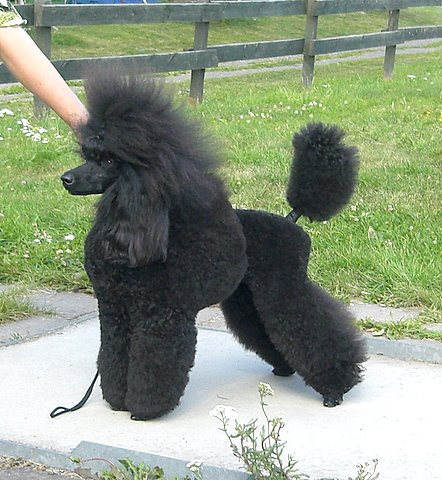
Toelettatura Scandinava

- Puppy: questa toelettatura ha le varianti Scandinava, con posteriore squadrato, garretti voluminosi e mantella che sale gradatamente verso la parte anteriore del cane e Francese con il posteriore arrotondato, meno pelo sugli arti e la mantella anch'essa più arrotondata.
- 1960 (o Sporting o Moderna): pur avendo conosciuto attimi di gloria intorno agli anni ottanta, ora non è molto apprezzata dagli espositori ed è difficile vedere nei ring italiani cani toelettati in questo modo, mentre è ancora molto diffusa in altri paesi come la Germania.

La 1960 è un tipo di toelettatura che pur non riscuotendo grande successo tra gli espositori è la più amata dal grande pubblico, in quanto, conferisce al barbone un aspetto più “normale” ed è di più facile gestione da parte del proprietario.
In questa linea il pelo viene accorciato su tutto il corpo, mentre viene mantenuto di buona lunghezza sugli arti e sulla testa, il tutto ovviamente sfumato a forbice, in modo che il cane abbia un aspetto più possibile naturale.
In tutte queste toelettature il pelo sui piedi andrà rasato in modo da poterne valutare la forma.
È d'uso rifinire il barbone da show a bordo ring, dandogli gli ultimi ritocchi, lisciando il mantello a forbice in modo da conferire al suo pelo un aspetto vellutato e compatto. Gli si raccoglie il ciuffo sulla sommità del cranio con degli elastici, di colore adeguato a quello del pelo del cane, rifinendo poi il tutto con degli spray, che debbono però limitarsi alla testa e a parte del collo, in modo da dare al giudice la possibilità di valutare la tessuta di pelo del soggetto.
Oltre a queste quattro toelettature ufficiali ne esistono altre come la Kennel, la Tedesca, la Bikini e la Puppy Pet. La toelettatura Tedesca è particolarmente adatta ai cani che non fanno competizioni perché abbastanza semplice da mantenere. Il pelo viene accorciato in maniera uniforme, mentre vengono accuratamente puliti il muso, le zampe e la coda, lasciando una piccola criniera e in alcuni casi la caratteristica "barba".